# Daniel Berlyne
Daniel Ellis Berlyne (* 25. April 1924 in Salford; † 2. November 1976 in Toronto) war ein britisch-kanadischer Psychologe. Mit seinen Forschungen über Neugier und Erregung gilt er als einer der Pioniere auf dem Gebiet der Experimentellen Ästhetik.

## Leben
Berlyne kam im englischen Salford bei Manchester zur Welt. Nach seinem Bachelor-Studium in Cambridge promovierte er an der Yale University. Von 1953 bis 1957 war er Professor im schottischen Aberdeen, bevor er wieder in die USA ging. Von 1959 bis 1960 forschte er am National Institute of Mental Health in Maryland, anschließend an der Boston University. 1962 erhielt er einen Ruf als Professor an die Universität Toronto, wo er bis zu seinem Tod lehrte.
Von 1971 bis 1972 war Berlyne Präsident der Canadian Psychological Association, 1974 Präsident der International Association of Empirical Aesthetics.

## Forschung
Berlyne erforschte vor allem, welche Faktoren das menschliche Neugier- und Erkundungsverhalten beeinflussen. Zu seinen wichtigsten Werken zählen Conflict, Arousal and Curiosity (1960) sowie Aesthetics and psychobiology (1971). 1965 gründete er die bis heute existierende International Association of Empirical Aesthetics.
Mit Berlynes Namen ist die sogenannte umgekehrte U-Kurve verbunden. Sie setzt das ästhetische Gefallen ins Verhältnis zur Komplexität eines Musters. Demnach sind allzu simple Muster ebenso unattraktiv wie allzu komplexe. Dazwischen gibt es ein, jeweils individuell unterschiedliches, Optimum an Komplexität, bei dem Neugier, aber auch ästhetisches Wohlgefallen besonders stark sind. Ästhetisches Gefallen hängt Berlyne zufolge mit dem Gelingen „perzeptiver Organisation“ zusammen – also mit der Fähigkeit, in einer komplexen Struktur eine Gestalt zu erkennen.